# Yang Di
Yang Di (chino: 杨迪) es un actor y presentador chino.

## Biografía
Estudió en el Sichuan Normal University.

## Carrera
El 17 de diciembre del 2016 apareció como invitado en el programa Happy Camp junto a Tiffany Tang, Elvis Han, Liu Wei y Zhang Haochen. El 10 de junio del 2017 apareció junto a Wei Chen, Yu Xiaotong, Wang Yuan, Deng Lun y Henry Lau. El 27 de mayo del mismo año apareció junto a Yang Zi, Ren Jialun, Shu Chang, Liang Tian y Henry Lau. El 18 de febrero del mismo año volvió a aparecer en el programa junto a X-NINE, Dilraba Dilmurat, Yu Menglong, Wei Daxun, Peter Sheng, Xia Zhiguang y Ming Xi. El 24 de marzo del 2018 apareció en el programa con Deng Lun, Bai Jingting, Yang Rong, Ma Sichun y Han Xue.
Ese mismo año apareció como invitado en el primer y segundo episodio de la primera temporada del programa de juegos Ace vs Ace, más tarde volvió a aparecer ahora durante el tercer episodio de la segunda temporada del programa junto a Sun Tao, Guo Da, Song Xiaobao, Jia Nailiang, Cai Ming, Qiao Shan, Bai Kainan, Yu Yang, Eric Tsang, Amber Kuo, Mary Ma, Lu Zhengyu, Cai Guoqing, Wang Xun y Mao Amin.
En 2020 apareció como invitado en la serie The Lost Tomb 3 (también conocida como "Reunion: The Sound of the Providence") donde dio vida a Hong Ding, el inmortal del agua.

## Filmografía

### Películas
| Año  | Título                                | Personaje  | Notas                                                                                     |
| ---- | ------------------------------------- | ---------- | ----------------------------------------------------------------------------------------- |
| 2019 | Bai Ri and Shanjin (白日与山尽)       | -          | junto a Korn Kong y Bao Wenjing                                                           |
| 2018 | How Long Will I Love U (超时空同居)   | -          | junto a Lei Jiayin, Tong Liya, Hewei Yu y Li Nian                                         |
| 2017 | Memory Cleaner                        | -          | junto a Joker Xue, Wang Han, Zhu Zhen, Wowkie Zhang y Li Xiaolu                           |
| 2017 | Graduation Journey (毕业旅行笑翻天)   | -          | junto a Xu Jiao, Wang Zi, Yue Wang, Ouyang Nana y Lam Chi-Chung                           |
| 2017 | Love Contractually                    | -          | junto a Sammi Cheng, Joseph Chang, Wenjuan Feng y Lam Suet                                |
| 2017 | Wu Kong (悟空传)                      | Ju Ling    | junto a Eddie Peng, Shawn Yue, Ni Ni, Oho Ou y Zheng Shuang                               |
| 2017 | The One (绝世高手)                    | -          | junto a Lu Zhengyu, Amber Kuo, Fan Wei y Joan Chen                                        |
| 2017 | Soccer Killer                         | -          | junto a He Jiong, Gillian Chung, Charlene Choi y Stephy Tang                              |
| 2016 | Ghost                                 | -          | junto a Lou Qi, Yang Kaidi, Xie Bo y Wu Di                                                |
| 2016 | Idiots                                | -          | junto a Huang Shengyi, Hu Xia, Liu Hua y Jeff Bao                                         |
| 2016 | The Rise of a Tomboy (女汉子真爱公式) | -          | junto a Zhao Liying, Hans Zhang, Jung Il-woo y Kimmy Tong                                 |
| 2015 | Ever Since We Love                    | -          | junto a Fan Bingbing, Han Geng, Qi Xi, Michelle Shen y Sha Yi                             |
| 2015 | Scary Road Is Fun                     | -          | junto a Zhang Junning, Michael Tong, He Haoyang, Zhang Weixun y Yao Wenxue                |
| 2014 | Beijing Love Story                    | -          | junto a Chen Sicheng, Tong Liya, Tony Leung Kar Fai, Carina Lau, Ouyang Nana y Liu Haoran |
| 2014 | Xianyou Legend                        | -          | junto a Li Meng, Wong Yut-Fei y Xing Yanzi                                                |
| 2013 | Journey to the West (西游降魔篇)      | Asesino #3 | junto a Shu Qi, Wen Zhang, Huang Bo, Show Luo y Tang Yixin                                |
| 2012 | If I Were You                         | -          | junto a Jimmy Lin, Wu Ma y Eric Tsang                                                     |
| 2012 | Little Heroes Legend of Yuefei        | -          | junto a Zhang Zhen, Ren Pengliang, Gong Ruolan y Han Jia                                  |

### Series de televisión
| Año  | Título                      | Personaje | Notas |
| ---- | --------------------------- | --------- | ----- |
| 2020 | The Lost Tomb 3             | Hong Ding |       |
| 2016 | Xiya Hero                   | -         |       |
| 2016 | Star Brothers               | -         |       |
| 2014 | Super Soccer                | -         |       |
| 2012 | Laughing and Joking Quartet | -         |       |

### Programa de variedades
| Año              | Título                                   | Notas                                                      |
| ---------------- | ---------------------------------------- | ---------------------------------------------------------- |
| 2021             | The Adventures of Detective (萌探探探案) | miembro                                                    |
| 2019-presente    | Master in the House (少年可期)           | miembro                                                    |
| 2021             | Ace vs Ace Season 6                      | invitado                                                   |
| 2016-2021        | Happy Camp                               | 24 episodios - invitado                                    |
| 2020             | Sisters Who Make Waves (乘风破浪的姐姐)  | invitado                                                   |
| 2020             | Ace vs Ace Season 5                      | invitado                                                   |
| 2019, 2020       | Keep Running                             | 3 episodios - (ep. #78, 82) - invitado                     |
| 2019, 2020       | Day Day Up                               | 3 episodios - invitado                                     |
| 2019             | I Am An Actor                            | miembro                                                    |
| 2019             | Actors Please Take Your Place - 9 Years  | miembro                                                    |
| 2019             | Youth Periplous                          | 3 episodios - (ep. 9, 11, 12) - invitado                   |
| 2019             | Great Escape                             | 2 episodios - (ep. #11-12) - invitado                      |
| 2016, 2017, 2019 | Ace vs Ace (王牌对王牌)                  | 5 episodios - (ep. #1.02-1.03, 2.03, 4.06-4.07) - invitado |
| 2019             | 元宵晚会                                 |                                                            |
| 2018             | Brave World                              | 13 episodios - miembro                                     |
| 2017, 2018       | Give Me Five                             | 4 episodios - (ep. #2-3; 5, 7) - invitado                  |
| 2018             | 哥哥别闹啦                               | 2 episodios                                                |
| 2018             | I Am the Actor                           | (ep. #5) - invitado                                        |
| 2018             | Unlimited Song Season                    | 14 episodios - miembro                                     |
| 2017             | Hyper Dimensional Idol                   | (ep. #6) - invitado                                        |
| 2017             | 火星情报局第三季                         |                                                            |
| 2017             | 快乐大本营二十周年特别企划               |                                                            |
| 2017             | Brainstorming (脑大洞开)                 |                                                            |
| 2016             | 娜就这么说                               |                                                            |
| 2015             | Informal Talks (非正式会谈)              |                                                            |
| 2014             | The Generation Show (年代秀)             |                                                            |
| 2013             | 同桌向前冲                               |                                                            |
| 2013             | 你最有才                                 |                                                            |
| 2013             | 超人来了                                 |                                                            |
| 2012             | 家庭幽默录像                             |                                                            |
| 2011             | 正大综艺之墙来啦                         |                                                            |
| 2011             | 奇妙见面会                               |                                                            |
| 2011             | 全民运动                                 |                                                            |
| 2011             | 爽食行天下                               |                                                            |
| 2011             | 给力星期天                               |                                                            |
| 2011             | 谁是大人物                               |                                                            |
| 2010             | 洋泾一大帮                               |                                                            |
| 2010             | 快乐蓝天下                               |                                                            |
| 2010             | 才子来了                                 |                                                            |

## Discografía

### Otras canciones
| Año  | Título                            | Álbum                                                  | Notas                                                                                 |
| ---- | --------------------------------- | ------------------------------------------------------ | ------------------------------------------------------------------------------------- |
| 2020 | Let the World Be Filled With Love | Lanzado por China Federation of Literary & Art Circles | (Canción para apoyar a quienes luchan contra el coronavirus) - junto a otros artistas |